# Alas! Poor Yorick!

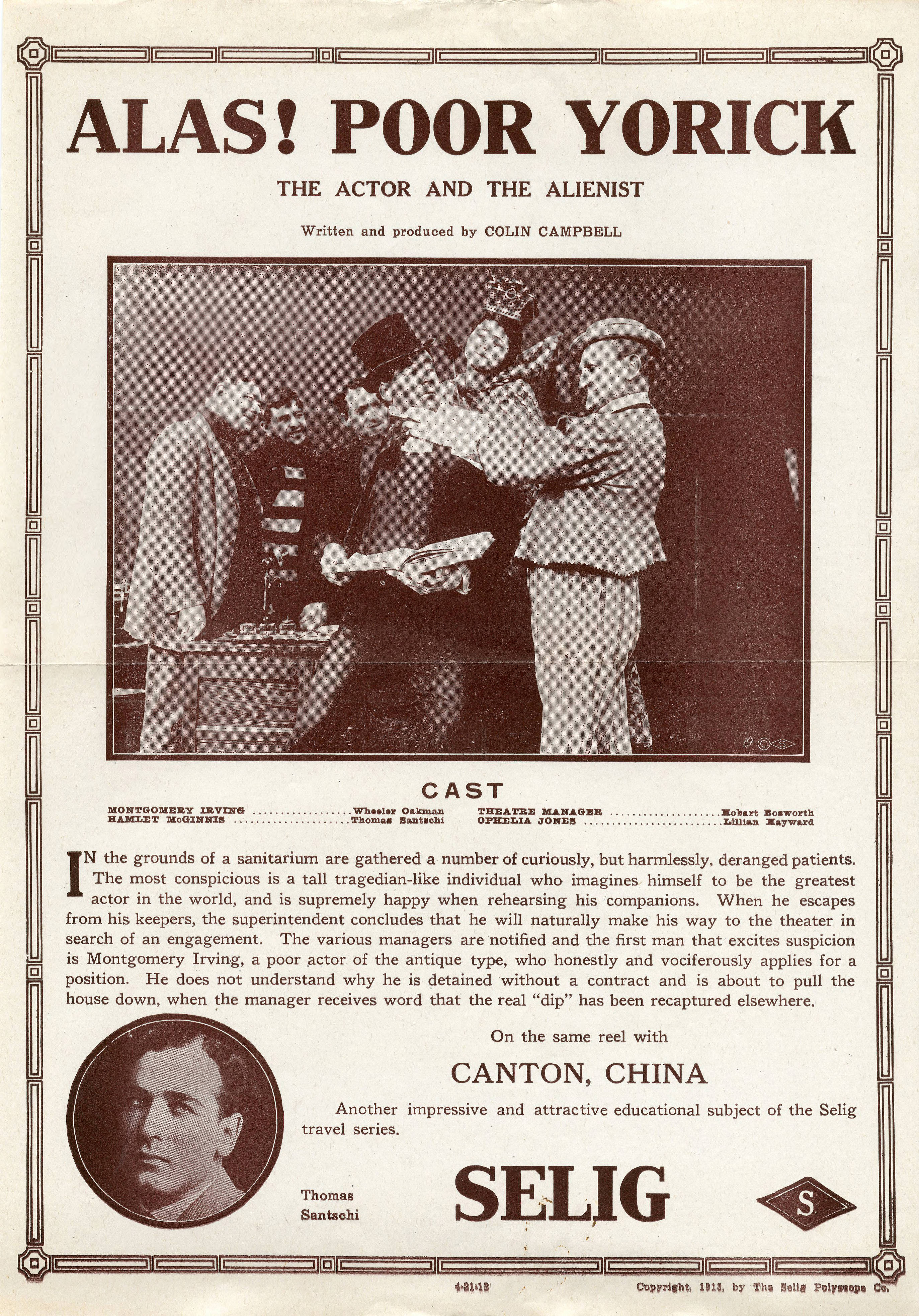
Brochure de communiqué de presse du film, en 1913.

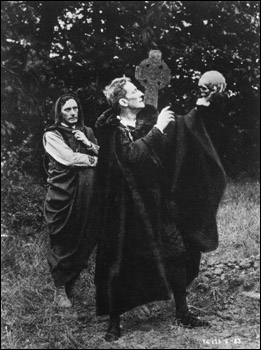
Extrait du film Alas! Poor Yorick! (1913)

Alas! Poor Yorick! est un film muet américain réalisé par Colin Campbell et sorti en 1913.

## Fiche technique
- Réalisation : Colin Campbell
- Scénario : Colin Campbell
- Production : Colin Campbell, William Nicholas Selig
- Son : muet
- Genre : Comédie
- Date de sortie : États-Unis : 21 avril 1913

## Distribution
- Wheeler Oakman
- Tom Santschi
- Lillian Hayward
- Hobart Bosworth
- John Lancaster
- Frank Clark
- Roscoe Arbuckle